# Navarra
Navarra (španělsky Navarra, baskicky Nafarroa, aragonsky Nabarra) je historická země, provincie a současně jedno ze 17 autonomních společenství rozkládající se na severu Španělska. Metropolí regionu, který byl ve středověku samostatným královstvím, je Pamplona. Navarra je součástí Baskicka v širším slova smyslu.

## Symboly

### Vlajka
Navarrská vlajka je tvořena červeným listem o poměru stran 2:3 s uprostřed umístěným navarrským znakem.

### Hymna
Navarrská hymna je píseň Himno de las Cortes de Navarra. Skladatel je neznámý, autorem baskického textu je Jose Maria Azpiroz, španělského pak Manuel Iribarren.

## Geografie
Navarra hraničí na severozápadě s autonomním společenstvím Baskicko, na jihozápadě s autonomním společenstvím La Rioja, na jihu a východě s autonomním společenstvím Aragonií, na severu pak s Francií. Region zahrnuje 272 obcí a měst.
Navarru lze rozdělit na 3 části: horské hřbety Pyrenejí na severu, s výjimečnými krajinami jako je například Baztanské údolí; La Riviera na jihu, prostá země s malými lagunami a úrodným údolím řeky Ebro; a mezitím La Zona Media, s působivou krajinou jako Hoces de Lumbier či Arbayun. Nejdůležitější navarrskou řekou je již zmíněné Ebro, k dalším řekám patří Aragón, Arga či Ega.
Na území Navarry se nachází přibližně 50 chráněných území. K nejvýznamnějším patří Reserva Integral de Lizardoia a přírodní park Señorio de Bertiz. Region nabízí velké možnosti pro turistiku, horolezectví, rybolov a je ideálním místem pro strávení dovolené ve volné přírodě.

## Města
- Pamplona
- Tudela
- Viana